# Krzysztof Cugowski

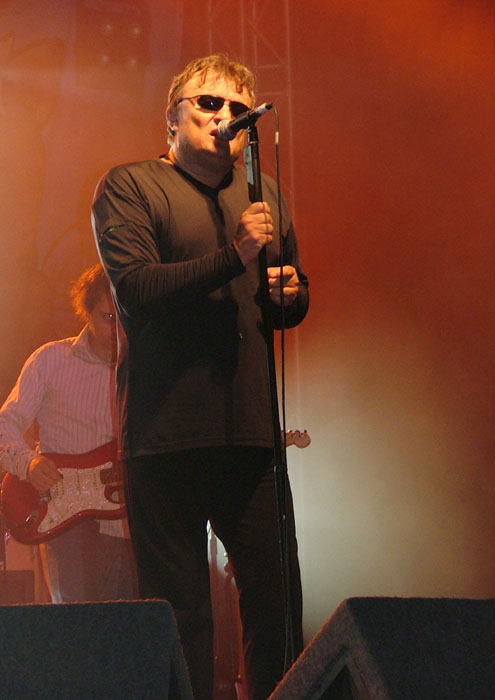
Krzysztof Cugowski

Krzysztof Piotr Cugowski (ur. 30 maja 1950 w Lublinie) – polski piosenkarz, senator VI kadencji.
Współzałożyciel i wieloletni wokalista rockowego zespołu Budka Suflera; nagrał z nim 12 albumów studyjnych, m.in. Nic nie boli, tak jak życie, którego sprzedaż przekroczyła milion egzemplarzy, i koncertował m.in. w Carnegie Hall w Nowym Jorku. Wydał także albumy solowe, współpracował z takimi artystami jak Ray Wilson, Gary Brooker i Garou. Występował ze swoimi synami Wojciechem i Piotrem w ramach rodzinnego zespołu Cugowscy.

## Życiorys

### Młodość i wykształcenie
W młodości trenował kulturystykę i boks. Uczył się w Państwowej Szkole Muzycznej w Lublinie. Ukończył naukę w lubelskim I Liceum Ogólnokształcącym im. Stanisława Staszica. Studiował prawo na Wydziale Prawa i Administracji Uniwersytetu Marii Curie-Skłodowskiej w Lublinie, ale studiów tych nie ukończył.

### Działalność artystyczna

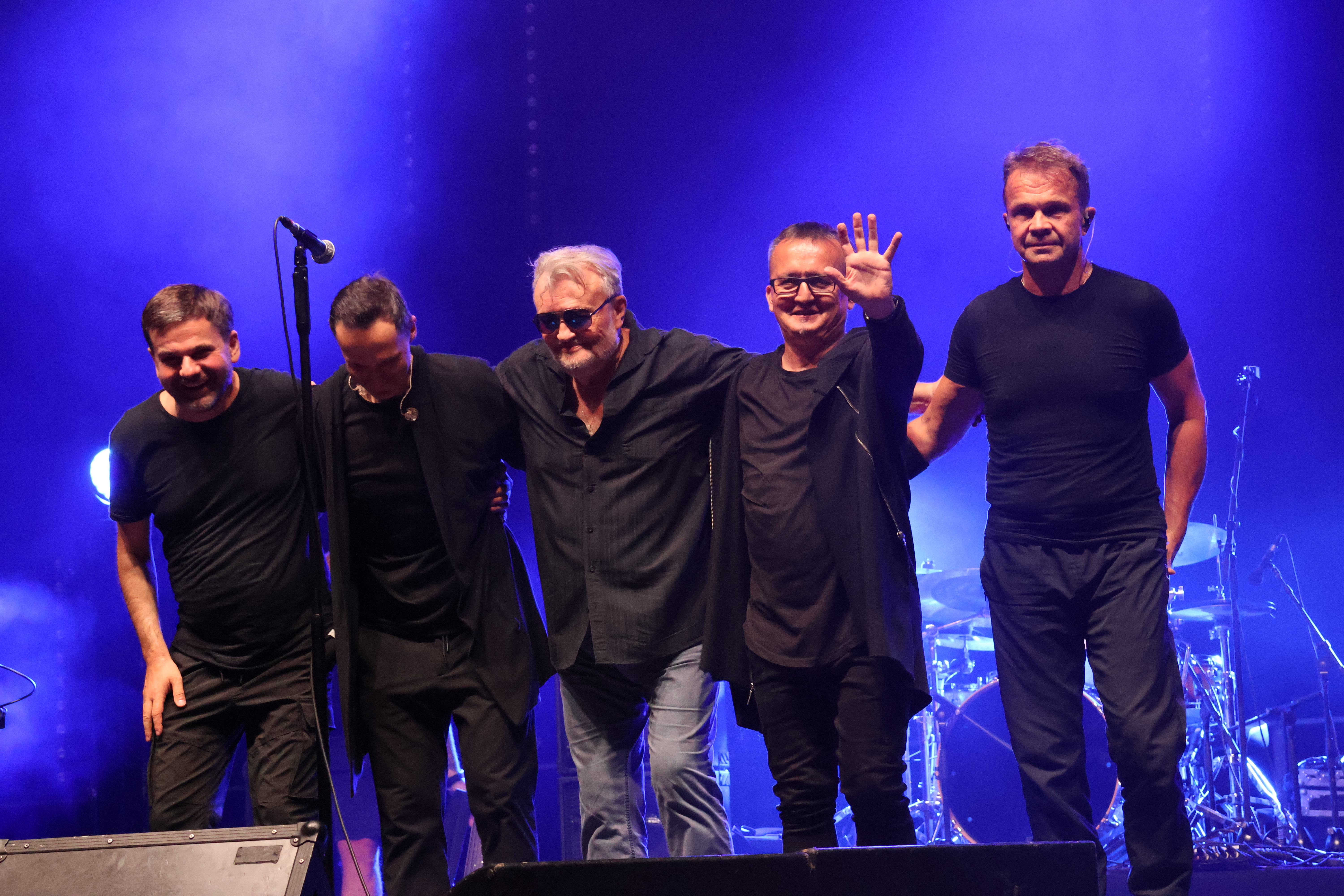
Krzysztof Cugowski z Zespołem Mistrzów w Czechowicach-Dziedzicach (2024)

W 1969 wraz ze znajomymi współtworzył zespół rockowy pod nazwą Prompter’s Box, wkrótce spolszczoną na Budkę Suflera. Grupa ta uległa rozwiązaniu pod koniec 1970, a sam muzyk podjął współpracę z zespołem Romualda Lipki – Stowarzyszenie Cnót Wszelakich. Grupa ta przyjęła później nazwę Budka Suflera. W 1975 piosenkarz znalazł się na drugim miejscu w notowaniu „wokaliści roku” czasopisma „Non Stop”. 1 stycznia 1978 opuścił Budkę Suflera, następnie współpracował z wrocławskimi zespołami Spisek, Art Flash i Cross. Do Budki Suflera powrócił w 1984. W drugiej połowie lat 80. koncertował w Stanach Zjednoczonych. Budka Suflera wróciła do kraju w 1992 na nagranie płyty pt. Cisza, która przyniosła formacji sukces artystyczny i komercyjny, prowadzący do podjęcia decyzji o powrocie na stałe na polski rynek muzyczny. Największy sukces w karierze zespołu osiągnął album pt. Nic nie boli, tak jak życie, którego sprzedaż przekroczyła milion egzemplarzy. W listopadzie 1999 grupa wystąpiła w Carnegie Hall w Nowym Jorku.
W 2001 wydał solową płytę z coverami polskich i zagranicznych standardów rockowych. W tym samym roku z Lidią Stanisławską wykonał utwór „Już nie ma dzikich plaż”, który ukazał się na jej albumie pt. Inna twarz. W 2005 wziął udział w nagraniu piosenki „Moja mała nostalgia” Grażyny Łobaszewskiej. W 2007 wystąpił jako gość w programie Jak oni śpiewają, w którym zaśpiewał przebój „Jest taki samotny dom” w duecie z Nataszą Urbańską. W 2014 zaśpiewał w utworze „Zbyt wiele” Rozbójnika Alibaby.
W styczniu 2014 Budka Suflera poinformowała, że z końcem tegoż roku zespół zakończy działalność. 18 września 2014 zagrali pożegnalny koncert pt. „Memu miastu na do widzenia” w Lublinie, a do końca roku wystąpili jeszcze w Toruniu (6 grudnia) i Krakowie (14 grudnia), zaś ostatnie (nieoficjalne) pożegnanie zespołu nastąpiło w ramach występu w Warszawie 31 grudnia 2014. Zespół w 2019 reaktywował działalność z Robertem Żarczyńskim jako wokalistą; Krzysztof Cugowski wówczas odciął się od zespołu, wskazując, że nie chciał, by łączono go z tą działalnością. W wywiadzie dla „Super Expressu” wskazał, że grupa ma chroniony w urzędzie patentowym znak i nazwę, do czego doszło w trakcie jego występów w zespole. Początkowo nie wykluczał podjęcia kroków prawnych przeciwko członkom reaktywowanej grupy, którzy według niego bezprawnie użyli nazwy i loga Budki Suflera. Ostatecznie jednak z tych planów zrezygnował.
W 2014 wraz z synami Piotrem i Wojciechem stworzył zespół Cugowscy; grupa nagrała dwa albumy: Zaklęty krąg i Ostatni raz, który ukazał się również w formacie filmu DVD z nagraniem pożegnalnego koncertu rodzinnego zespołu z 14 maja 2018 w Lublinie. W 2015 zagrał wspólny koncert ze śpiewaczką operową Aleksandrą Kurzak. W 2017 zaczął koncertować z Zespołem Mistrzów, który utworzyli Jacek Królik (gitara), Robert Kubiszyn (gitara basowa), Tomasz Kałwak (instrumenty klawiszowe) oraz Cezary Konrad (perkusja). W 2020 nagrał z nimi dwupłytowy album zatytułowany 50/70 Moje najważniejsze – na pierwszej płycie znalazły się utwory solowe i nagrane wcześniej z Budką Suflera, drugą płytę stanowił zapis koncertu, który odbył się w studiu Polskiego Radia Lublin w 2018.
W 2018 wyruszył w trasę koncertową z okazji pięćdziesięciolecia kariery scenicznej, a z Piotrem Cugowskim nagrał piosenkę „Pani ze snów”, która została stworzona na potrzeby serialu TVP1 Drogi wolności. W 2019 wystąpił w Opolu z recitalem, śpiewając m.in. z Edytą Górniak i Ryszardem Rynkowskim. W 2022 był jurorem jednej z edycji programu Twoja twarz brzmi znajomo w Polsacie.

### Działalność polityczna
W 2005 był członkiem Honorowego Komitetu Poparcia Lecha Kaczyńskiego w wyborach prezydenckich. W tym samym roku w wyborach parlamentarnych uzyskał mandat senatora VI kadencji z ramienia Prawa i Sprawiedliwości w okręgu lubelskim. W przedterminowych wyborach parlamentarnych w 2007 nie ubiegał się o reelekcję. W wyborach parlamentarnych w 2015 kandydował do Senatu z własnego komitetu, zajmując 2. miejsce spośród 3 kandydatów (poparły go Polskie Stronnictwo Ludowe oraz Prawica Rzeczypospolitej, a Platforma Obywatelska nie wystawiła przeciw niemu kontrkandydata).

## Odznaczenia i wyróżnienia
- Krzyż Kawalerski Orderu Odrodzenia Polski (2014, za wybitne zasługi dla polskiej kultury, za osiągnięcia w pracy artystycznej i twórczej)[22]
- Złoty Medal „Zasłużony Kulturze Gloria Artis” (2020)[23]
- Srebrny Medal „Zasłużony Kulturze Gloria Artis” (2015)[24]
- tytuł honorowego profesora Collegium Humanum (2022)[25]
- tytuł honorowego obywatela Lublina (2023)[26]
- Fryderyk w kategorii wokalista roku (1997)[27]

## Życie prywatne
Dwukrotnie żonaty. Z małżeństwa z Małgorzatą ma dwóch synów: Piotra i Wojciecha, którzy również zostali muzykami. W połowie lat 90. rozwiódł się z żoną, po czym zawarł związek małżeński z Joanną, z którą ma syna Krzysztofa.

## Dyskografia
Albumy studyjne
| Wokół cisza trwa (oraz Piotr Figiel) | - Data: 1979 - Wydawca: Pronit - Format: LP, CD                                          | –  |
| Podwójna twarz (z zespołem Cross)    | - Data: 1984 - Wydawca: Pronit - Format: LP, CD, CS                                      | –  |
| Integralnie                          | - Data: 14 maja 2001 - Wydawca: Pomaton EMI - Format: CD, digital download               | 7  |
| Przebudzenie                         | - Data: 9 października 2015 - Wydawca: RockersPro - Format: CD, digital download         | 41 |
| Wiek to tylko liczba                 | - Data: 20 września 2024 - Wydawca: Mystic Production - Format: CD, LP, digital download | 21 |
| „–” album nie był notowany.          |                                                                                          |    |

Albumy kompilacyjne
| Tytuł                    | Dane dot. albumu                                                                | Pozycja na liście |
| Tytuł                    | Dane dot. albumu                                                                | POL               |
| ------------------------ | ------------------------------------------------------------------------------- | ----------------- |
| 50/70 Moje najważniejsze | - Data: 8 maja 2020 - Wydawca: Mystic Production - Format: CD, digital download | 3                 |

Albumy świąteczne
| Tytuł                                    | Dane dot. albumu                              |
| ---------------------------------------- | --------------------------------------------- |
| Kolędy                                   | - Data: 1999 - Wydawca: New Abra - Format: CD |
| Polskie kolędy śpiewa Krzysztof Cugowski | - Data: 2001 - Wydawca: Hestia - Format: CD   |

Single
| „Lepiej, gorzej…”            | 1979 | – |                                         |
| „Demony wojny”               | 1998 | 7 | Demony wojny wg Goi (ścieżka dźwiękowa) |
| „Jednego serca”              | 2001 | – | Integralnie                             |
| „Do Right Woman”             | 2001 | – | Integralnie                             |
| „Dni, których nie znamy”     | 2001 | – | Integralnie                             |
| „Czerwony jak cegła”         | 2001 | – | Integralnie                             |
| „W obcym mieście”            | 2015 | – | Przebudzenie                            |
| „Demony wojny”               | 2020 | – | 50/70. Moje najważniejsze               |
| „–” singel nie był notowany. |      |   |                                         |

Z gościnnym udziałem
| Tytuł                                          | Rok  | Album                 |
| ---------------------------------------------- | ---- | --------------------- |
| Lidia Stanisławska – „Już nie ma dzikich plaż” | 2001 | Inna twarz            |
| Grażyna Łobaszewska – „Moja mała nostalgia”    | 2005 | Prowincja jest piękna |
| Rozbójnik Alibaba – „Zbyt wiele”               | 2014 | Bal maturalny         |

Inne notowane utwory
| Tytuł                                                   | Rok  | Pozycja na liście | Album          |
| Tytuł                                                   | Rok  | LP3               | Album          |
| ------------------------------------------------------- | ---- | ----------------- | -------------- |
| „Zamiast kołysanki”                                     | 1982 | 26                | Podwójna twarz |
| Harlem – „Jak lunatycy” (gościnnie: Krzysztof Cugowski) | 1998 | 12                | Bezsenne noce  |
| „Not About Us” (oraz Ray Wilson)                        | 2010 | 34                | –              |

## Filmografia
- Przepraszam, czy tu biją? (1976, jako piosenkarz)[51]
- Atrakcyjny pozna panią… (2004, jako proboszcz)[51]
- Historia polskiego rocka (2008, film dokumentalny)